# 108 Хекуба
(108) Хекуба е астероид от основния пояс в Слънчевата система, чието средно движение е два пъти по-голямо от средното движение на планетата Юпитер.
Той е свързан с историята на българската наука посредством факта, че видният български учен академик Кирил Попов под ръководството на световноизвестния френски учен Анри Поанкаре защитава докторска дисертация на тема „Един частен случай от задачата за трите тела. Движение на 108 Хекуба“.